# Lovart och lä
Lovart (av nederländska te loeve waart, 'åt vindsidan') och lä (även lo och lävart) är två sjötermer. För att skilja mellan lovart och lä utgår man från en bestämd referenspunkt, exempelvis ett fartyg. Med lovart menas den riktning eller sida i förhållande till referenspunkten varifrån vinden blåser (kommer). Lä är den riktning eller sida åt vilken vinden blåser. När man ser mot lovart har man vinden i ansiktet, när man ser mot lä har man vinden i ryggen.
Termen "lä" används även allmänt i betydelsen vindskydd: "man ankrar i lä om en udde". Lä behöver i och för sig inte ha med sjöfart att göra: "man intar sommarens eftermiddagskaffe på läsidan av huset". I denna betydelse är man i lä då man är någonstans där vinden inte känns, eller inte är lika hård.
Lovart är en viktig term för fartyg till sjöss och används också för väjningsregler: När två segelfartyg möts och/eller det föreligger risk för kollision, är det segelfartyget som har vinden kommande från babords sida som har väjningsplikt. Skulle båda segelfartygen ha vinden från samma sida är det fartyget som ligger "i lovart", det vill säga som befinner sig närmare vindens "källa", som har väjningsplikt.